# Zástupce souboru
Zástupce souboru (anglicky file shortcut) je v informatice typ souboru používaný v systému Microsoft Windows. Umožňuje odkazovat na data, která jsou uložena v jiném adresáři, než samotný zástupce souboru. Sám o sobě je zástupce souboru malý soubor, který obsahuje kromě cesty k cílovému souboru i bitmapu počítačové ikony, která je zobrazena v grafickém uživatelském rozhraní. Přípona zástupce souboru je .lnk.